# Franz Patocka
Franz Patocka (* 11. August 1951 in Wien; † 21. April 2021 ebenda) war ein österreichischer Sprachwissenschaftler.

## Leben
Franz Patocka wurde am 11. August 1951 in Wien geboren. Von 1957 bis 1963 besuchte er die Volksschule, sodann zwei Jahre lang die Hauptschule und hernach vier Jahre lang eine AHS, die er vorzeitig abbrach und eine Ausbildung zum Schriftsetzer machte. Diesen Beruf übte er bis zur Ablegung der Externistenmatura im Jahr 1972 aus.
Ab 1973 studierte er Deutsche Philologie, Anglistik und Amerikanistik an der Universität Wien als Lehramt. 1980 erfolgte die Sponsion zum Magister der Philosophie, 1984 wurde er zum Doktor der Philosophie promoviert. Ab 1976 war er am Institut für Germanistik der Universität Wien als Studienassistent und ab 1980 als Universitätsassistent beschäftigt. Nach seiner Habilitation im Jahr 1996 wurde ihm die Lehrbefugnis für germanistische Sprachwissenschaft erteilt. Im Folgenden wirkte er als ao. Universitätsprofessor an der Universität Wien. Gastprofessuren übte er in Graz, Bern und Zürich aus. Nach seiner Pensionierung als ao. Universitätsprofessor im Jahr 2016 unterrichtete er noch weiterhin bis 2020 am Institut für Germanistik der Universität Wien.
Franz Patocka engagierte sich fachlich im Rahmen von Vorträgen und Workshops, unter anderem in der Schweiz, in Deutschland, Ungarn und Ägypten. Er war Mitglied einer Reihe wissenschaftlicher Vereinigungen, etwa in der Internationalen Gesellschaft für Dialektologie des Deutschen, wo er die Sektion Morphologie und Syntax leitete.
Zu seinen Forschungsschwerpunkten zählten Dialektologie, Dialektsyntax, Fachsprachen, historische Sprachwissenschaft und Grammatik der Gegenwartssprache.
Privat engagierte er sich im Erhaltungsverein der St.-Johannes-Nepomuk-Kapelle am Währinger Gürtel in Wien. Er war dort Mitglied des Chors und der Saint Jones Singers, gelegentlich war er auch als Ministrant eingesetzt. Ab 2001 war er stellvertretender Vorsitzender des Vereins.
Franz Patocka verstarb am 21. April 2021 und wurde auf dem Asperner Friedhof, Gruppe 8, Reihe 1, Nummer 7, beigesetzt.

## Schriften (Auswahl)
- Untersuchungen zur Terminologie des österreichischen Salzwesens nach Quellen vom 14. bis zum Ende des 16. Jahrhunderts. Universität Wien, Dissertation, Wien 1984.
- Bergmannssprache und Dialekt am Beispiel der Fachsprache des bayerisch-österreichischen Salzbergbaues. In: Beiträge zur bairischen und ostfränkischen Dialektologie. Ergebnisse der Zweiten Bayerisch-Österreichischen Dialektologentagung Wien, 27. bis 30. September 1983, hrsg. von Peter Wiesinger, Göppingen 1984 (= Göppinger Arbeiten zur Germanistik 409), S. 162–170.
- Satzgliedstellung in den bairischen Dialekten Österreichs. Universität Wien, Habilitationsschrift, Wien 1995.
- Das österreichische Salzwesen. Untersuchungen zur historischen Terminologie. Wien/Köln/Graz 1987 (= Schriften zur deutschen Sprache in Österreich 15, hrsg. von Peter Wiesinger).
- mit Hermann Scheuringer: Fragebuch für die bairischen Mundarten in Österreich und Südtirol. 4., völlig neu bearbeitete Fassung, Wien 1988.
- mit Hermann Scheuringer: Fragebuch für die bairischen Mundarten in Österreich und Südtirol. Fassung für Stadtdialektaufnahmen und für die Aufnahme von Substandardvarietäten über den Basisdialekten („Stadtfassung“), Wien 1988.
- Leo Pronners Beschreibung des Ausseer Salzwesens (1595). Ediert und kommentiert von Franz Patocka und Franz Stadler, Wien 1989 (= Leobener Grüne Hefte, NF 9).
- Satzgliedstellung in den bairischen Dialekten Österreichs. Frankfurt am Main/Berlin/Bern/New York/Paris/Wien 1997 (= Schriften zur deutschen Sprache in Österreich 20, hrsg. von Peter Wiesinger).
- mit Peter Ernst (Hrsg.): Deutsche Sprache in Raum und Zeit. Festschrift für Peter Wiesinger zum 60. Geburtstag. Wien 1998.
- Ein Blick auf Normabweichungen und Sprachspielereien in der deutschen Werbesprache. In: Wiener Sprachblätter 50, 1. Heft (2000), S. 10–12.
- Die Großstadt als syntaktisches Spannungsfeld. In: Akten des X. Internationalen Germanistenkongresses Wien 2000: „Zeitenwende. Die Germanistik auf dem Weg vom 20. ins 21. Jahrhundert“. Bd. 3: Aufgaben einer zukünftigen Sprachgeschichtsforschung. Gesprochene Sprache in regionaler und sozialer Differenzierung. Sprache und Öffentlichkeit. Hrsg. von Peter Wiesinger unter Mitarbeit von Hans Derkits, Bern u. a. 2002 (= Jahrbuch für Internationale Germanistik. Reihe A: Kongreßberichte, Bd. 55), S. 243–248.
- mit Peter Wiesinger (Hrsg.): Morphologie und Syntax deutscher Dialekte und Historische Syntax des Deutschen. Beiträge zum 1. Kongress der Internationalen Gesellschaft für Dialektologie des Deutschen, Marburg/Lahn, 5. bis 8. März 2003, Wien 2004.
- Sprachliche Charakteristika der Mundarten im Burgenland und in Westungarn. In: Wynfrid Kriegleder und Andrea Seidler (Hrsg.): Deutsche Sprache und Kultur, Literatur und Presse in Westungarn / Burgenland. Bremen 2004, S. 11–24.